# Nolan Fontana
Pour les articles homonymes, voir Fontana.
Nolan David Fontana (né le 6 juin 1991 à Winter Garden, Floride, États-Unis) est un ancien joueur d'arrêt-court et de deuxième but de la Ligue majeure de baseball.

## Carrière
Joueur des Gators de l'université de Floride, Nolan Fontana est réclamé au 2e tour de sélection par les Astros de Houston lors du repêchage amateur de 2012. Il signe avec les Astros un premier contrat professionnel assorti d'une prime à la signature de 875 000 dollars. Il joue cinq saisons de ligues mineures avec des clubs affiliés aux Astros sans obtenir une promotion vers les majeures. Sa dernière année est particulièrement difficile : un 106 matchs des Grizzlies de Fresno au niveau le plus élevé des mineures en 2016, sa moyenne au bâton ne s'élève qu'à ,195.
Le 22 novembre 2016, Fontana est réclamé au ballottage par les Angels de Los Angeles.
Fontana fait ses débuts dans le baseball majeur avec les Angels le 22 mai 2017.

## Vie personnelle
Les parents de Nolan Fontana lui donnent ce prénom en l'honneur de l'ancienne gloire du baseball Nolan Ryan. 
Le grand-père de Nolan Fontana est l'ancien joueur étoile de baseball Lew Burdette.